# Taça de Portugal 1953-1954
La Taça de Portugal 1953-1954 fu la 14ª edizione della Coppa di Portogallo. Lo Sporting Clube de Portugal vinse la finale del 27 giugno 1954 allo Stadio do Lumiar contro il Vitória Setúbal, mettendo in bacheca il proprio quinto titolo di coppa nazionale.

## Squadre partecipanti
In questa edizione erano presenti tutte le 14 squadre di Primeira Divisão e il Marítimo come campione di Madera.

### Primeira Divisão

#### 14 squadre
| - Académica - Atlético CP - Barreirense - Belenenses - Benfica | - Boavista - Braga - Covilhã - Lusitano - Oriental Lisbona | - Porto - Sporting Lisbona - Vitória Guimarães - Vitória Setúbal |

### Altra partecipante
- Marítimo

## Primo turno
|                   | Risultato |                  | Andata | Ritorno | Spareggio |  |
| ----------------- | --------- | ---------------- | ------ | ------- | --------- |  |
| Vitória Setúbal   | 5 - 2     | Lusitano         | 4 - 0  | 1 - 2   |           |  |
| Vitória Guimarães | 7 - 5     | Covilhã          | 3 - 0  | 4 - 5   |           |  |
| Sporting Lisbona  | 4 - 4     | Benfica          | 3 - 2  | 1 - 2   | 4 - 2     |  |
| Porto             | 3 - 2     | Barreirense      | 1 - 1  | 2 - 1   |           |  |
| Boavista          | 7 - 3     | Académica        | 6 - 1  | 1 - 2   |           |  |
| Belenenses        | 5 - 3     | Braga            | 4 - 1  | 1 - 2   |           |  |
| Atlético CP       | 6 - 3     | Oriental Lisbona | 2 - 2  | 4 - 1   |           |  |

## Quarti di finale
|                  | Risultato |                   | Andata | Ritorno |  |
| ---------------- | --------- | ----------------- | ------ | ------- |  |
| Vitória Setúbal  | 5 - 1     | Atlético CP       | 3 - 0  | 2 - 1   |  |
| Sporting Lisbona | 5 - 3     | Porto             | 1 - 1  | 4 - 2   |  |
| Boavista         | 4 - 3     | Vitória Guimarães | 1 - 1  | 3 - 2   |  |
| Belenenses       | 3 - 1     | Marítimo          | 2 - 1  | 1 - 0   |  |

## Semifinali
|                  | Risultato |            | Andata | Ritorno |  |
| ---------------- | --------- | ---------- | ------ | ------- |  |
| Vitória Setúbal  | 8 - 6     | Boavista   | 6 - 0  | 2 - 6   |  |
| Sporting Lisbona | 8 - 4     | Belenenses | 2 - 4  | 6 - 0   |  |

## Finale
| Arbitro: | Braga Barros (Leiria) |

|                                  |           |                    |
| J. Martins 15’ Mendonça 18’, 54’ | Marcatori | 24’, 40’ J. Soares |

| Sporting CP | Vitória Setúbal |

### Formazioni
| Sporting Lisbona |   |                   |
|                  |   |                   |
| POR              | 1 | Carlos Gomes      |
| DIF              |   | João Galaz        |
| DIF              |   | António Lourenço  |
| CEN              |   | Mário Gonçalves   |
| CEN              |   | Juca              |
| ATT              |   | João Martins      |
| ATT              |   | Galileu Moura ()  |
| ATT              |   | Fernando Mendonça |
| ATT              |   | Manuel Vasques    |
| ATT              |   | János Hrotkó      |
| ATT              |   | José Travassos    |
| Sostituiti:      |   |                   |
| Allenatore:      |   |                   |
| József Szabó     |   |                   |

| Vitória Setúbal |   |                       |
|                 |   |                       |
| POR             | 1 | Francisco Baptista    |
| DIF             |   | Jacinto Forreta       |
| DIF             |   | Manuel Joaquim Coelho |
| CEN             |   | Orlando Barros ()     |
| CEN             |   | Fernando Casaca       |
| CEN             |   | Emídio Graça          |
| CEN             |   | Artur Vaz             |
| ATT             |   | Joaquim Soares        |
| ATT             |   | António Fernandes     |
| ATT             |   | Pinto de Almeida      |
| ATT             |   | António Inácio        |
| Sostituiti:     |   |                       |
| Allenatore:     |   |                       |
| János Biri      |   |                       |